# Égypte aux Jeux olympiques d'été de 2008
L' Égypte participe aux Jeux olympiques d'été de 2008 à Pékin.

## Liste des médaillés égyptiens

### Médailles d'or
| Sport              | Discipline | Sportifs | Performance |
| Médailles d'or : 0 |            |          |             |

### Médailles d'argent
| Sport                  | Discipline | Sportifs | Performance |
| Médailles d'argent : 0 |            |          |             |

### Médailles de bronze
| Sport                   | Discipline         | Sportifs      | Performance |
| Médailles de bronze : 2 |                    |               |             |
| Judo                    | Moins de 90 kg (H) | Hesham Mesbah |             |
| Haltérophilie           | Moins de 69 kg (F) | Abir Khalil   | 238         |

## Athlètes égyptiens[1]

### Athlétisme
| Épreuve           | Athlète                   | Séries   | Séries | Quarts de finale | Quarts de finale | Demi-finales | Demi-finales | Finale   | Finale |
| Épreuve           | Athlète                   | Résultat | Rang   | Résultat         | Rang             | Résultat     | Rang         | Résultat | Rang   |
| ----------------- | ------------------------- | -------- | ------ | ---------------- | ---------------- | ------------ | ------------ | -------- | ------ |
| 200 mètres        | Amr Ibrahim Mostafa Seoud | 20 s 75  | 5e     | 20 s 55 (RN)     | 6e               | -            | -            | -        | -      |
| Lancer du poids   | Yasser Farag              | 18,42m   | 19e    | -                | -                | -            | -            | -        | -      |
| Lancer du disque  | Omar el-ghazaly           | 60,24m   | 12e    | -                | -                | -            | -            | -        | -      |
| Lancer du marteau | Mohsen El Anany           | NM       | /      | -                | -                | -            | -            | -        | -      |

### Aviron
| Hommes - 1 de couple : - Aly Ibrahim - 4 de pointe poids légers : - Mohamed Zidan, Amin Ramadan, Amhed Gad et Abdel Razek Ibrahim | Femmes - 1 de couple : - Heba Ahmed |

| Athlète(s)                                               | Compétition                      | Série         | Série | Quart de finale | Quart de finale | Demi-finale   | Demi-finale | Finale                 | Finale |
| Athlète(s)                                               | Compétition                      | Temps         | Rang  | Temps           | Rang            | Temps         | Rang        | Temps                  | Rang   |
| -------------------------------------------------------- | -------------------------------- | ------------- | ----- | --------------- | --------------- | ------------- | ----------- | ---------------------- | ------ |
| Aly Ibrahim                                              | Skiff                            | 7 min 43 s 70 | 3e    | 7 min 24 s 77   | 6e              | 7 min 20 s 73 | 3e          | Finale C 7 min 26 s 06 | 6e     |
| Mohamed Zidan Amin Ramadan Ahmed Gad Abdel Razek Ibrahim | Quatre sans barreur poids légers | 6 min 11 s 71 | 5e    | 6 min 37 s 50   | 4e              | -             | -           | -                      | -      |

### Badminton
Femmes
- Simple :
  - Hadia Hosny

### Boxe
Hommes
- Poids mi-lourd (69 kg) :
  - Ramadan Yasser
- Poids moyen (75 kg) :
  - Mohamed Hikal

| Athlète                     | Catégorie               | 16e de finale            | 8e de finale               | Quart de finale      | Demi-finale         | Finale              |
| Athlète                     | Catégorie               | Adversaire Résultat      | Adversaire Résultat        | Adversaire Résultat  | Adversaire Résultat | Adversaire Résultat |
| --------------------------- | ----------------------- | ------------------------ | -------------------------- | -------------------- | ------------------- | ------------------- |
| Hossam Bakr Abdin           | Poids welters (-69Kg)   | NC                       | Boonjumnong Victoire 11-10 | Banteur Défaite 2-10 | -                   | -                   |
| Mohamed Hikal               | Poids moyens (-75Kg)    | Degale Défaite 4-13      | -                          | -                    | -                   | -                   |
| Ramadan Yasser Abdelghaffar | Poids mi-lourds (-81Kg) | MagomedovVictoire +10-10 | Benchebla Défaite 6-13     | -                    | -                   | -                   |

### Équitation
- Saut d'obstacles indiv. :
  - Karim El Zoghby

### Escrime
| Hommes - Fleuret indiv. : - Mostafa Nagaty - Epée indiv. : - Ahmed Nabil - Sabre indiv. : - Mahmoud Samir - Gamal Fathy - Shadi Talaat - Sabre par équipes : - Mahmoud Samir, Gamal Fathy, Shadi Talaat et Tamim Ghazy | Femmes - Fleuret indiv. : - Eman El Gammal - Shaimaa El Gammal - Iman Shaban - Epée indiv. : - Aya El Sayed - Fleuret par équipes : - Iman Shaban, Eman El Gammal, Salma Soueif et Shaimaa El Gammal |

| Athlète     | Compétition                 | 1/32 de finale          | 1/16 de finale   | 1/8 de finale    | Quarts de finale | Demi-finales     | Match pour la médaille de bronze Matchs de classement 5-8 | Match pour la médaille de bronze Matchs de classement 5-8 | Finale           | Finale |
| Athlète     | Compétition                 | Adversaire Score        | Adversaire Score | Adversaire Score | Adversaire Score | Adversaire Score | Adversaire Score                                          | Rang                                                      | Adversaire Score | Rang   |
| ----------- | --------------------------- | ----------------------- | ---------------- | ---------------- | ---------------- | ---------------- | --------------------------------------------------------- | --------------------------------------------------------- | ---------------- | ------ |
| Ahmed Nabil | Épée masculine individuelle | Novosjolov Défaite 8-15 | -                | -                | -                | -                | -                                                         | -                                                         | -                | -      |

### Gymnastique

#### Artistique
| Hommes - Qualifications : - Mohamed Srour | Femmes - Qualifications : - Sherine El Zeiny |

### Handball
Hommes
- Walid Abdel Maksoud, gardien de but
- Abouelfetoh Abdelrazek, arrière droit
- Mohamed Abd Elsalam, arrière gauche
- Ahmed El Ahmar, arrière droit
- Hany El Fakharany, pivot
- Mahmoud Hassaballah, demi centre
- Moustafa Hussein, aile droite
- Belal Mabrouk, aile gauche
- Hassan Mabrouk, arrière gauche
- Hussein Mabrouk, arrière gauche
- Mohamed Nakib, gardien de but
- Mohamed Ramadan, pivot
- Hassan Yousry, demi centre
- Hussein Zaky, arrière gauche

### Haltérophilie
| Hommes - 62 kg : - Mohamed Adb Elbaki - 69 kg : - Tarek Abdelazim - 77 kg : - Mahmoud Elhaddad - 105 kg : - Abdelrahman El Sayed | Femmes - 69 kg : - Abir Khalil |

### Lutte

#### Gréco-romaine
Hommes
- 55 kg :
  - Mostafa Mohamed
- 60 kg :
  - Ashraf Elgharably
- 96 kg :
  - Karam Gaber Ibrahim
- 120 kg :
  - Yasser Sakr

#### Libre
| Hommes - 60 kg : - Hassan Madani - 96 kg : - Saleh Emara | Femmes - 63 kg : - Haiat Farac |

### Pentathlon moderne
| Hommes - - Amro El Geziry | Femmes - - Omnia Fakhry - Aya Medany |

### Sports d'eaux

#### Natation synchronisée
L'Égypte est aussi qualifiée en natation synchronisée.
Femmes
- Duo :
  - Dalia El Gebaly et Reem Adbalazem
- Par équipes :
  - Nouran Saleh, Dalia El Gebaly, Mai Mohamed, Shaza El Sayed, Lamyaa Badawi, Reem Adbalazem, Hagar Badran, Aziza Abdelfattah et Youmna Khallaf

### Taekwondo
- + 67 kg :
  - Noha Abd Rabo

### Tennis de table
| Hommes - Simple : - Adel Massaad - El-Sayed Lashin (en) - Ahmed Ali Saleh | Femmes - Simple : - Shaimaa Abdul-Aziz (en) - Noha Yossry |

### Tir
- Mohamed Amer
- Amgad Hosen
- Mohamed Abdellah
- Samy Abdel Razaek
- Yasser Elassy
- Adham Medhat
- Eslam Eldeep
- Mona Elhawary

### Volley-ball

#### En salle
Hommes
- Mahmoud Abd El Kader
- Ahmed Abdel Naeim
- Ashraf Abouelhassan
- Abdalla Ahmed
- Abdel Latif Ahmed
- Wael Alaydy, libéro
- Hamdy Awad
- Mohamed Badawy
- Mohamed Gabal
- Hossameldin Gomaa
- Mohamed Seif Elnasr
- Saleh Youssef